# Talairan
Talairan  ist eine französische Gemeinde mit 436 Einwohnern (Stand 1. Januar 2022) im Département Aude in der Region Okzitanien. Sie gehört zum Arrondissement Narbonne und zum Kanton Les Corbières.

## Lage
Das Gemeindegebiet ist Teil des Regionalen Naturparks Corbières-Fenouillèdes und wird vom Flüsschen Rémouly durchquert.
Nachbargemeinden von Talairan sind Tournissan im Nordosten, Jonquières im Süden, Villerouge-Termenès im Südwesten und Saint-Pierre-des-Champs im Nordwesten.

## Bevölkerungsentwicklung
| Jahr      | 1962 | 1968 | 1975 | 1982 | 1990 | 1999 | 2013 |
| Einwohner | 520  | 475  | 382  | 370  | 369  | 349  | 466  |

## Sehenswürdigkeiten
- Überreste der Ortsbefestigung
- Kapelle Notre-Dame-de-l’Aire (12.–14. Jh.)
- Ruine der Tour de Tréviac (11. Jh.)
- Kirche Saint-Vincent

## Persönlichkeiten
- Marcel Rainaud (1940–2020), Senator, geboren in Talairan
- Olivier de Termes (um 1200–1274), Seigneur de Talairan